# Оливер, Джо
Джо Оливер (англ. Joe Oliver; род. 20 мая 1940, Монреаль, Канада) — государственный и политический деятель Канады.

## Биография
Родился и вырос в Монреале в еврейской семье. Его отец был дантистом, а мать работала учительницей. В 1964 году получил степень бакалавра права в Университете Макгилла, в 1970 — MBA в Гарвардской школе бизнеса.
Работал в инвестиционных банках, в том числе в Merrill Lynch, возглавлял Комиссию по ценным бумагам провинции Онтарио, Ассоциацию инвестиционных дилеров Канады. Впервые избран в парламент в 2011 году.
Министр природных ресурсов Канады с 18 мая 2011 по 19 марта 2014.
Министр финансов Канады с 19 марта 2014 года по 4 ноября 2015. Сменил на этом посту Джима Флаэрти.
Женат на Голде Голдман, у пары двое сыновей.